# Худяков, Константин Павлович
Константин Павлович Худяков (род. 13 октября 1938) — советский и российский актёр кино и дубляжа, кинорежиссёр и сценарист. Заслуженный деятель искусств Российской Федерации (1993).

## Биография
Родился в Москве. Отец — Павел Васильевич Худяков (1904—1949), заместитель начальника сектора Наркомата тяжёлой промышленности (1937), начальник отдела Наркомата чёрной металлургии (1938), в НКВД с 1939 года, работал заместителем начальника Главного управления лагерей железнодорожного строительства НКВД СССР, с 1945 года служил заместителем Игоря Курчатова по административно-хозяйственным вопросам в Лаборатории № 2. Мать тридцать лет заведовала отделением в глазной больнице.
В 1961 году окончил актёрский факультет ВГИКа, мастерскую Бориса Бибикова и Ольги Пыжовой, а в 1968 году — Высшие курсы сценаристов и режиссёров. С 1969 года ставил фильмы и телеспектакли на Центральном телевидении. В 1977 году дебютировал в полнометражном кино, с тех пор совмещал работу на телевидении и на киностудии «Мосфильм». Работал в творческом объединении «Товарищ».
В 1991—1993 годах руководил режиссёрской мастерской на Высших курсах сценаристов и режиссёров. С 1994 года преподавал режиссуру во ВГИКе.
В его фильмах снимались Леонид Филатов, Анатолий Ромашин, Алиса Фрейндлих, Лев Дуров, Александр Збруев, Евгений Миронов.
После распада СССР продолжил работу в кино и на телевидении. Сценарий фильма «Ленинградец» (2006) был написан ещё в советское время, но запустить его в производство удалось лишь в 2000-х годах.

## Семья
Сын Павел Худяков (род. 1983), клипмейкер. Женат на Корнелии Поляк. Внучка Тоня Худякова, чемпионка мира по бальным танцам, «звезда» Instagram, живёт в США.

## Фильмография

### Актёр
- 1961 — Взрослые дети — молодой архитектор
- 1962 — Двое в степи — лейтенант
- 1964 — Непрошенная любовь — Пётр
- 1964 — Казнены на рассвете… — Пахомий Иванович Андреюшкин
- 1964 — Дочь Стратиона — Петро
- 1965 — Чёрный бизнес — Анатолий Потапов
- 1965 — Таёжный десант — Виталий
- 1966 — Чёрт с портфелем — журналист Пушницын
- 1966 — Айболит-66 — пират
- 1967 — Софья Перовская — Плеханов

### Режиссёр

#### Фильмы
- 1976 — Жить по-своему
- 1978 — Иванцов, Петров, Сидоров
- 1980 — Кто заплатит за удачу?
- 1981 — С вечера до полудня
- 1983 — Молодые люди (совместно с Сергеем Линковым)
- 1984 — Успех
- 1990 — Мать Иисуса
- 1990 — Смерть в кино
- 1994 — 1998 — Без обратного адреса
- 2000 — Танго на два голоса
- 2002 — Из жизни врача (короткометражный)
- 2002 — Мишель
- 2003 — Другая женщина, другой мужчина…
- 2003 — Третий вариант
- 2004 — На Верхней Масловке
- 2007 — Он, она и я
- 2007 — Спасибо за любовь!
- 2008 — Тени Фаберже (нет в титрах)
- 2012 — Однажды в Ростове
- 2016 — Мотылёк
- 2019 — Конец сезона

#### Телесериалы
- 1975 — Такая короткая долгая жизнь
- 1987 — Претендент
- 1998 — 2002 — Самозванцы
- 2000 — Третьего не дано
- 2003 — Остров без любви
- 2006 — Ленинградец
- 2008 — Марево
- 2014 — Новая жизнь
- 2017 — Хождение по мукам

#### Фильмы-спектакли
- 1969 — Актриса
- 1970 — Солнце на стене
- 1972 — Страница жизни
- 1973 — Атлантика
- 1974 — Бесприданница
- 1978 — Игра
- 1978 — Вечер воспоминаний
- 2002 — Братья и Лиза
- 2002 — Интимная жизнь
- 2002 — Я к Вам никогда не вернусь

### Сценарист
- 1974 — Бесприданница
- 2003 — Другая женщина, другой мужчина…
- 2003 — Удачи тебе, сыщик!
- 2004 — На Верхней Масловке
- 2008 — Марево (при участии)

## Награды[6]
- Гран-при Международного кинофестиваля в Барселоне — фильм «Успех» (1985)
- Приз за режиссуру на Международном кинофестивале в Иерусалиме — фильм «Мать Иисуса» (1990)
- Приз за самый трогательный фильм на кинофестивале «Амурская осень» в Благовещенске — фильм «На Верхней Масловке» (2005)

## Отзывы современников
«Он из тех редких режиссёров кино, которые умеют работать с актёрами, любят их, рассчитывают на них, строят сцены в соответствии с актёрскими возможностями, а иногда вытягивая из актёра какие-то качества, о которых не знает сам актёр. Он умеет создать на площадке, и не только на площадке, но и в экспедиции, где все далеки от дома, атмосферу дружбы и творчества, когда актёры становятся соучастниками его замысла. Хотят в замысел попасть. Человеческие и режиссёрские качества Кости этому способствуют».
«Константин стал убеждать всех, что я — знаменитый актёр Театра на Таганке, на что ему сухо возразили, что на Таганке они знают другого знаменитого актёра, а это лицо видят впервые. „Под вашу личную ответственность“, — сказали молодому режиссёру напоследок. Худяков рисковал, я тоже понимал, что переворота в отечественном кинематографе своим появлением в фильме не произведу, поэтому когда впоследствии какие-то фильмы, в которых я играл, например, „Экипаж“, получали определённый общественный резонанс, я радовался не за себя и даже не за режиссёра и съёмочную группу — я радовался за Худякова».